# تنگیدگی میدان معکوس

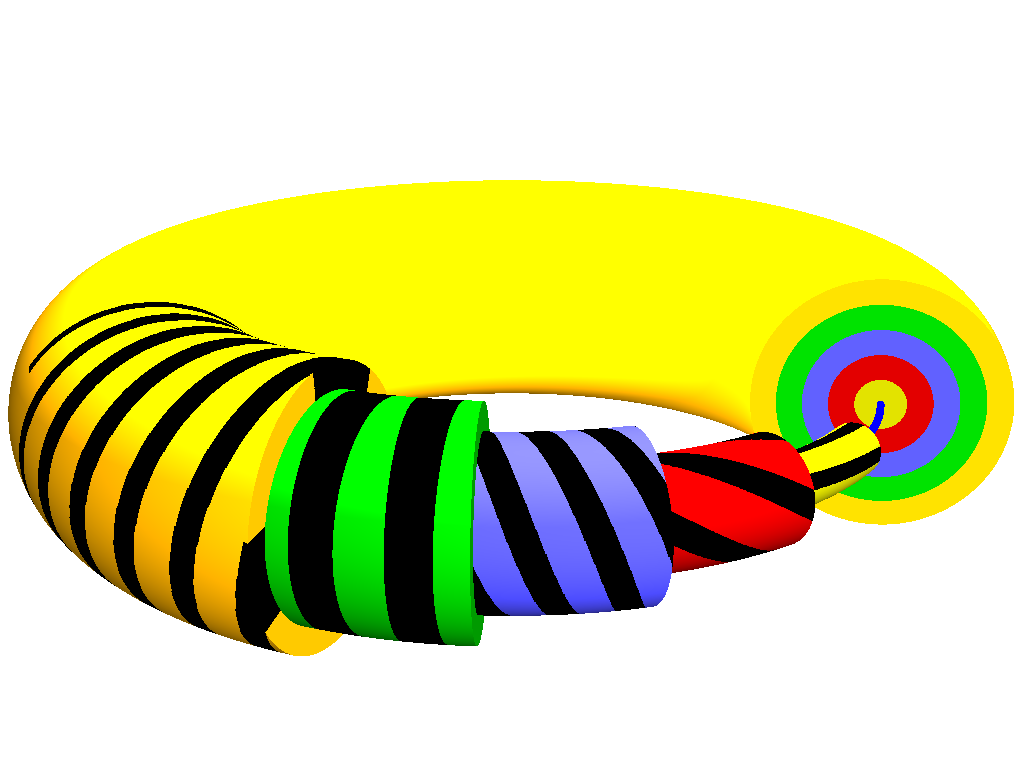
پروفیل محاسباتی Q از یک پلاسمای تنگشی چنبره‌ای

تنگیدگی میدان معکوس (به انگلیسی: Reversed field pinch) معروف به RFP، نوعی روش محصورسازی است که از پلاسمای متلاطمی جهت رسیدن به همجوشی هسته‌ای استفاده می‌شود.
از مزایای این نوع سیستم‌ها در قیاس با دیگر اقسام رآکتورهای همجوشی مغناطیسی، می‌توان چگالی قدرت بالا، عدم لزوم فناوری بالای مغناطیسی، و پلاسمای استوارتر را نام برد.
معروف‌ترین رآکتور هسته‌ای شناخته شده در این روش محصورسازی متعلق به دانشگاه ویسکانسین در مدیسون است. این پروژه MST نام دارد. اما پیشتر، آزمایشگاه ملی لاس آلاموس نیز پروژهٔ RFP دیگری نیز تحت مطالعه داشت که ZT-H نامگذاری گردیده شد.
موسسه سلطنتی استکهلم، آزمایشگاه ETL تسوکوبا در ژاپن، و مؤسسه گازهای یونی CNR در پادوای ایتالیا نیز پروژه‌هایی در دست اقدام داشته یا دارند.